# Джазира (провинция)
 За телевизионната компания вижте Ал-Джазира.  
Ал-Джазира (на арабски: الجزيرة) е една от 15-те провинции в Судан, имаща и статут на окръг. Провинцията се намира в източната част на страната и лежи между други две судански провинции – Сини Нил и Бели Нил.

## Площ и население
Площта на Ал Джазира е около 23 373 км², а населението ѝ е 5 096 900 души (по проекция от юли 2018 г.), което е около 7,6 % населението на страната.

### Столица
Столица на провинцията е град Вад Мадани.

## География
По голямата част от провинция Джазира, заедно с източната част на провинция Бели Нил и западната част на провинция Сини Нил се заема обширната равнина Джазира простираща се в междуречието на Бели Нил на запад и Сини Нил на изток. Нейната надморска височина варира от 500 m на изток и юг до 300 m на запад и попада в зоните на опустинените савани и полупустините. Покрита е с тежки тъмнокафяви почви „бадоб“ („черни памучни почви“). Северната част на равнината (основно в провинция Джазира) е най-важният земеделски район на Судан. Голяма част от земеделските земи се напояват гравитачно от водите на Сенарския язовир (изграден на река Сини Нил). Основната земеделска култура е дълговлакнестият памук, но се отглеждат още сорго (дура), бобови култури (основно лубия) и др. Южните части на равнината също се напояват от водите на язовира „Росейрос“, изграден по-нагоре по река Сини Нил, в близост до границата с Етиопия.